# جيمس مولوني
جيمس مولوني (بالإنجليزية: James Moloney)‏ هو كاتب للأطفال وكاتب أسترالي، ولد في 20 سبتمبر 1954 في سيدني في أستراليا.

## وصلات خارجية
- الموقع الرسمي